# 1847 en littérature
| Années de la littérature : 1844 - 1845 - 1846 - 1847 - 1848 - 1849 - 1850    |
| Décennies de la littérature : 1810 - 1820 - 1830 - 1840 - 1850 - 1860 - 1870 |

Cet article présente les faits marquants de l'année 1847 en littérature.

## Évènements
- 11 février : Empis est élu à l'Académie française.
- 26 février : à l'enterrement de Guiraud, Victor Hugo tient l'un des cordons du poêle.
- 3 mars : Honoré de Balzac rend hommage à Louis Daguerre et à sa puissance créatrice dans Le Cousin Pons.
- 6 mars : Victor Hugo assiste au bal de l'Association des artistes dramatiques.
- 1er avril : constitution du Cercle de la librairie et de l'imprimerie pour défendre et promouvoir les intérêts de ces professions[1]. La première assemblée générale a lieu le 5 mai[2].
- 11 avril : chez Victor Hugo, tirage d'une loterie d'autographes réalisée au profit des crèches.
- 22 avril : Jean-Jacques Ampère est élu à l'Académie française.
- 28 avril : pour éviter à Charles Hugo de faire son service militaire, Victor Hugo achète un remplaçant. Adolphe Grangé signera ce contrat en échange de 1 100 francs.
- 21 juin : pour le premier anniversaire de la mort de Claire Pradier, Victor Hugo se rend à la messe à Saint-Mandé. Il avait la veille dîné chez la princesse Mathilde (fille du roi Jérôme).
- 26 juin : Honoré de Balzac fait d’Ewelina Hańska sa légataire universelle.
- 5 juillet : Victor Hugo se remet à la rédaction des Misérables. Il y travaille depuis des mois avec des arrêts. Ce travail sans cesse repris et interrompu durera longtemps.
- 3 août : la Chambre des pairs discutant du budget de l'Intérieur, Victor Hugo intervient en faveur d'une subvention aux théâtres.
- 14 août : Victor Hugo envoie à Alice Ozy un quatrain à propos de son lit.
- 15 août : second quatrain à Alice Ozy.
- 16 août : date probable des relations intimes de Victor Hugo avec Alice Ozy.
- 20 septembre : première tension entre Victor Hugo et son fils Charles à propos d'Alice Ozy, avec laquelle ils entretiennent chacun une liaison.
- Novembre : Karl Marx et Friedrich Engels (allemand) commencent leur Manifeste du parti communiste.
- 23 septembre : départ de la famille Hugo pour Villequier.
- 27 septembre : Victor Hugo prononce un discours aux funérailles de Frédéric Soulié.
- 30 septembre : départ de Victor Hugo (avec Juliette Drouet) pour la Normandie. Mantes, Les Andelys, Caudebec.
- 3 octobre : Victor Hugo est à Caudebec[Lequel ?] avec Juliette Drouet, et à Villequier avec sa famille.
- 5 octobre : Hugo à Évreux et Vernon.
- 7 octobre : retour de Hugo à Paris.
- 9 octobre : Adèle Hugo est atteinte par la typhoïde.
- 18 octobre : Adèle est hors de danger.
- 26 octobre : Victor Hugo dîne avec le roi Jérôme chez la princesse Mathilde.
- 30 décembre :
  - Victor Hugo signe avec Renduel et Gosselin un contrat pour la publication, en 4 volumes, d'un roman intitulé Les Misères;
  - Victor Hugo refuse d'être nommé une nouvelle fois directeur de l'Académie.

- Honoré de Balzac poursuit La Comédie humaine, ensemble de plus de cent romans, avec Le Cousin Pons.

## Presse
- Avril : l'homme politique italien Camillo Cavour fonde son journal libéral Il Risorgimento.
- La Patrie, journal de Bettino Ricasoli.
- L’Aube, de Giuseppe La Farina.
- Le North Star, journal publié à Rochester, aux États-Unis, par l’abolitionniste noir Frederick Douglass.
- Nekrassov (russe) reprend le Contemporain, qui commence la publication de romans.

## Parutions

### Essais
- 6 février : parution du premier volume de l’Histoire de la Révolution de Louis Blanc.
- 13 février : parution du premier volume de l’Histoire de la Révolution française de Jules Michelet.
- 20 mars - 12 juin : publication de l’Histoire des Girondins, écrite à l’usage du peuple (8 vol.) de Lamartine.
- 22 octobre - 23 décembre : Ternove paraît dans Journal des débats. Gobineau recevra d'Armand Bertin, le 11 novembre, mille cinq cents francs pour prix de ce roman. (Prix assez élevé si l'on sait que Stendhal a, en 1838, vendu La Chartreuse de Parme, roman notablement plus long, pour deux mille cinq cents francs.)

- Caussin de Perceval, Essai sur l’histoire des Arabes avant l’Islamisme, libr. Firmin-Didot.
- Étienne Cabet (socialiste utopiste, 1788-1856) : Réalisation de la communauté d’Icarie (1847)
- Guillaume Groen van Prinsterer (néerlandais) : L’Incroyance et la Révolution, essais contre les théories « révolutionnaires ».
- William Makepeace Thackeray (anglais) commence La foire aux vanités.
- Bruno Bauer : Histoire de la Révolution Française
- Karl Marx (allemand) : Misère de la philosophie en réponse à Proudhon.

### Poésie
- János Arany : Toldi, poème épique.
- Prešeren : Poésies.

### Romans

#### Auteurs francophones
- 29 janvier - 20 février : Mademoiselle Irnois, nouvelle de Gobineau, paraît dans Le National.
- 4 juin : Gobineau commence la publication de Nicolas Belavoir en feuilleton dans L'Union monarchique.

- Honoré de Balzac : Le Cousin Pons et Splendeurs et misères des courtisanes.
- George Sand : François le Champi (1847-1848).
- Eugène Sue : Le Juif errant.
- Eugène Sue : Les Sept Péchés capitaux roman-feuilleton.

#### Auteurs traduits
- Vissarion Belinski (russe) : Lettre à Gogol.
- Anne Brontë (anglaise) : Agnes Grey
- Charlotte Brontë (anglaise) : Jane Eyre.
- Emily Brontë (anglaise) : Les Hauts de Hurlevent.
- Fiodor Dostoïevski (russe) : La Logeuse.
- Nicolas Gogol (russe) : Passage choisis de ma correspondance avec des amis.
- Ivan Gontcharov (russe) : Une histoire ordinaire.
- William Makepeace Thackeray (anglais) : début de La Foire aux vanités.
- Ivan Tourgueniev (russe) : Mémoires d'un chasseur.

### Théâtre
- 20 février : inauguration du Théâtre historique d'Alexandre Dumas père avec son drame La Reine Margot. Un marchand ambulant vend pour la première fois aux gens faisant la queue un produit appelé à un grand succès, le bouillon[3].
- 13 mai : le Théâtre-Français reprend Marion de Lorme de Hugo.
- 29 août : François Buloz est nommé administrateur de la Comédie-Française.

- Musset : triomphe de la pièce Un caprice, à la cour de Russie, puis à Paris.
- Alexandre Ostrovski : Tableau de famille.

## Principaux décès
- 8 février : Mme de Chateaubriand[4].
- 24 février : Alexandre Guiraud.
- 20 mars : Mademoiselle Mars.
- 8 avril : Mme de Castellane , maîtresse de Chateaubriand, puis de Molé[5].
- 12 juin : Pierre-Simon Ballanche, grand ami de Madame Récamier.
- 23 septembre : Frédéric Soulié.